# Ca la Simona
Ca la Simona és un edifici de Boldú construït l'any 1726, segons consta a una llinda de la façana principal, al terme municipal de la Fuliola (l'Urgell). Està inclòs a l'Inventari del Patrimoni Arquitectònic de Catalunya.
Edifici estructurat en tres nivells horitzontals separats per cornises i una coberta en forma de terrassa a la part superior. Són tres plantes: planta baixa i dos pisos. Les tres presenten moltes obertures a la façana principal, seguint un esquema regular.
A la planta baixa hi ha cinc obertures, dos de les quals són en forma de porta i les altres són petites finestres que flanquegen les portes. Totes presenten el mateix emmarcament amb pedra resseguint el perímetre quadrangular. Les finestres porten una magnífica decoració forjada al seu interior i les portes són de fusta. Una d'aquestes dues té una llinda decorada amb la data de construcció de l'edifici: 1726. En aquesta planta cal destacar també la presència del sòcol realitzat amb pedres tallades expressament de forma desigual, que ressegueix tota la part inferior.

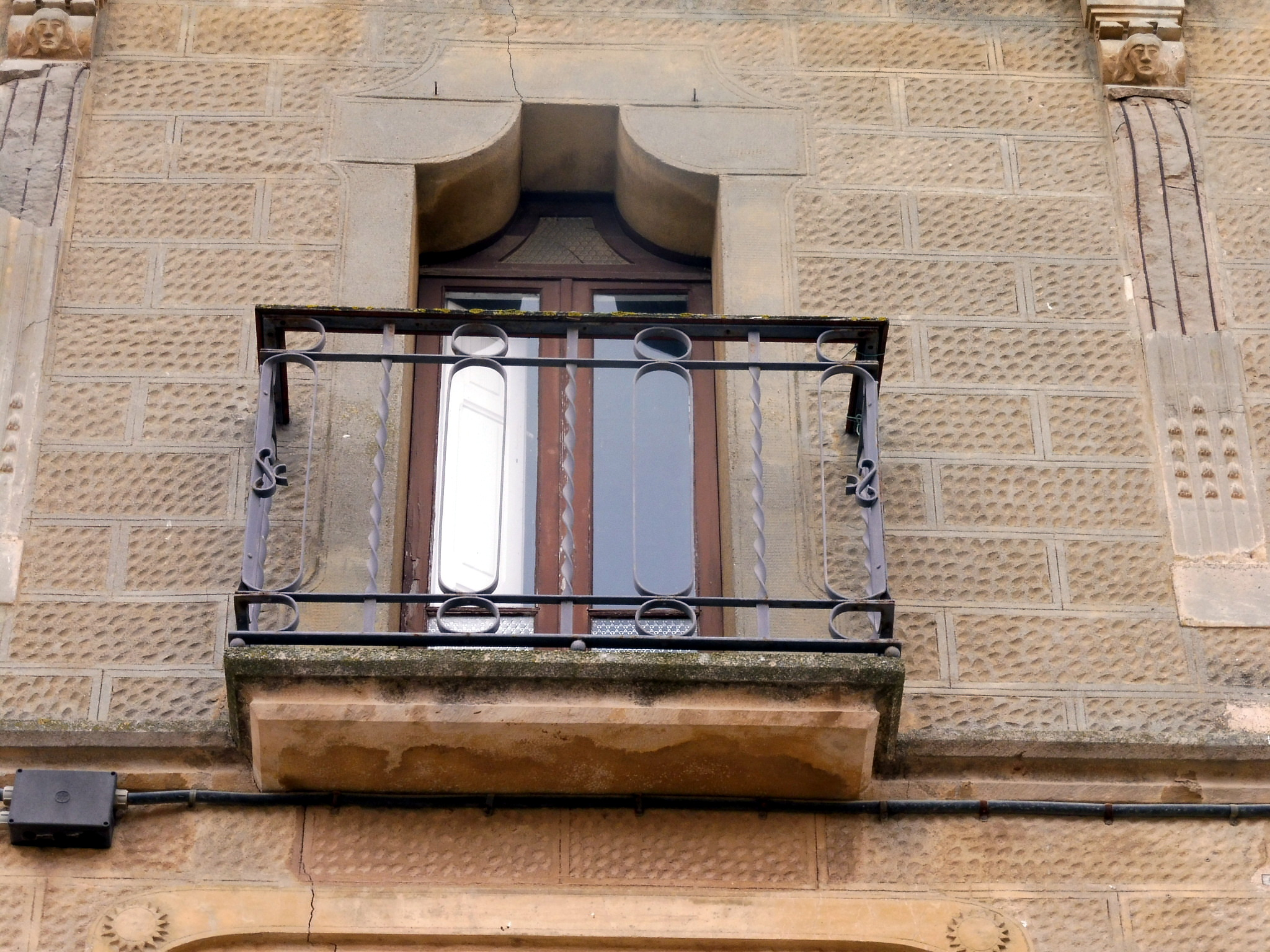
Detall d'un dels balcons superiors

A la primera planta s'hi obren quatre obertures allargassades en forma de balconada. Les finestres presenten una decoració a la part superior d'aquestes formant un arc carpanell adossat al mur i finalitzat amb dues mènsules. Són les anomenades trencaaigües. Pel que fa a les balconades, són destacables per la seva decoració forjada a la barana.
La segona planta segueix l'eix de la primera pel que fa a obertures. Hi ha quatre obertures, també amb balconada. En aquest cas cada balcó és individual, a diferència del primer pis, on a la part central uneix dos finestrals.
Les obertures adopten una forma d'arc convex, diferenciant-se notablement de les inferiors. Cada finestra està dividida verticalment per cinc mènsules acanalades que pengen del fris superior i en cada una de les quals hi ha un petit rostre esculpit.
Ca la Simona és coberta per una terrassa superior que es deixa veure a la façana principal per la seva magnífica barana, que combina parts construïdes amb pedra i parts fetes amb ferro forjat, intercalades. Presenta una decoració geomètrica i floral que lo dona un toc molt elegant a l'edifici.